# 8. март
8. март (8. 3) је 67. дан у години по грегоријанском календару (68. у преступној години). До краја године има још 298 дана.

## Догађаји
- 1507 — Португалски морепловац Педро Алварес Кабрал кренуо из Лисабона на пут у Португалски. Променивши дотад познату руту, удаљио се од афричке обале у правцу запада, према Јужној Америци и тако открио данашњи Бразил, прогласивши га португалском колонијом. Исте године бразилску обалу открио Шпанац Висенте Пинсон.
- 1702 — Енглеска краљица Ана I крунисана је за краљицу Енглеске, Шкотске и Ирске.
- 1846 — У Београду отворена прва читаоница у Србији, названа Српско читалиште, касније Читалиште београдско.
- 1857 — Жене запослене у текстилној индустрији Њујорка демонстрирале због нељудских услова рада.
- 1908 — У Њујорку 15.000 жена марширало кроз град тражећи краће радно време, бољу плату и услове за рад.
- 1917 — Немирима и штрајковима у Петрограду почела Фебруарска револуција у Русији.
- 1921 — Француске трупе ушле у Диселдорф и друге градове у Руру пошто Немачка није исплатила ратну штету, што је била обавезна према Версајском мировном уговору, потписаном после Првог светског рата.
- 1922 — У Загребу обешен Алија Алијагић, који је 1921. у Делницама извршио атентат на министра унутрашњих послова Југославије Милорада Драшковића, творца Обзнане, Владине уредбе којом је забрањен рад Комунистичке партије Југославије.
- 1942 — Јапанске трупе у Другом светском рату заузеле главни град Бурме Рангун, дан пошто су град напустили Британци.
- 1949 — Председник Француске Венсан Ориол и бивши цар Бао Дај су потписали Јелисејске одредбе, чиме је Вијетнаму дата независност од Француске и створена је Држава Вијетнам као противтежа Демократској Републици Вијетнам предвођеној Вијетмином.
- 1950 — Совјетски маршал Климент Ворошилов објавио да је СССР у септембру 1949. испробао атомску бомбу, у време када се сматрало да су САД једина држава која поседује нуклеарно наоружање.
- 1963 — Баас партија је дошла на власт у Сирији након државног удара који су извели официри сиријске војске.
- 1965 — У Јужни Вијетнам се искрцало 3.500 америчких маринаца, чиме је почело масовно укључење копнених трупа САД у Вијетнамски рат. Почетком 1968. број америчких трупа у Јужном Вијетнаму попео се на 525.000.
- 1971 — У Медисон сквер гардену Џо Фрејзер је савладао Мохамеда Алија у борби која ће бити названа борба века.
- 1973 — У експлозији аутомобила-бомбе, коју су подметнули припадници ИРА-е испред зграде главног лондонског суда и седишта Скотланд јарда у Лондону, погинула једна особа, рањено 238.
- 1993 — Уз посредовање Међународног комитета Црвеног крста из логора у Босни и Херцеговини пуштено 5.540 заробљеника заточених током босанског рата. Према сазнањима те организације, остало заточено 3.100 заробљеника у српским, хрватским и муслиманским логорима.
- 1994 — Више од 100 интелектуалаца из целог света потписало Апел свим европским владама и Уједињеним нацијама захтевајући да спрече масакре у Босни и територији СФРЈ и да Југославија преда тешко наоружање УН. Затражено да, ако власти Југославије то одбију, њено наоружање буде уништено бомбардовањем из ваздуха, максимално штедећи људске животе.
- 1999 — Војска Шри Ланке, у брзој операцији, заузела више од 500 km² територије на северу земље, која је била под контролом сепаратистичке герилске групе Тамилски тигрови. У сукобима сепаратиста и Владиних снага од 1983. погинуло око 57.000 људи.
- 2001 —
  - НАТО одобрио улазак југословенских војно-полицијских снага у први сектор Копнене зоне безбедности на административној граници Србије и Косова. Копнена тона безбедности успостављена на основу Кумановског споразума, који су у јуну 1999. потписали НАТО и Војска Југославије по завршетку ваздушних удара НАТО на Југославију. Југословенске снаге ушле у први сектор 14. марта.
  - Међународни суд за ратне злочине у Хагу формирао посебан тим за истрагу злочина Ослободилачке војске Косова. Прве оптужнице против Албанаца са Косова подигнуте у фебруару 2003.
- 2004 — Трибунал у Хагу отпечатио оптужнице против хрватских генерала Младена Маркача и Ивана Чермака, које их терете за злочине над српским цивилима у Книнској крајини током војне акције „Олуја“, у августу 1995. и измењену оптужницу против хашког оптуженика генерала Анте Готовине. Три дана касније Маркач и Чермак се предали суду.
- 2014 — Боинг 777 компаније Малејша ерлајнс са 239 особа је нестао изнад Тајландског залива.
- 2021 — Догодила се експлозија у војној касарни у Екваторијалној Гвинеји, где је најмање 31 особа погинула, а повређено је приближно 600 људи.

## Рођења
- 1714 — Карл Филип Емануел Бах, немачки музичар. (прем. 1788)[1]
- 1839 — Џозефина Кокран, америчка изумитељка, направила прву машину за прање посуђа. (прем. 1913)[2]
- 1844 — Исидор Ћирић, српски правник, књижевник, политичар и народно-црквени и патријаршијски секретар у Сремским Карловцима. (прем. 1893)[3]
- 1879 — Михаило Миловановић, српски сликар и вајар. (прем. 1941)[4]
- 1879 — Ото Хан, немачки хемичар и физичар, добитник Нобелове награде за хемију (1944). (прем. 1968)[5]
- 1910 — Клер Тревор, америчка глумица. (прем. 2000)[6]
- 1912 — Владимир Бакарић, друштвено-политички радник СФРЈ и СР Хрватске, учесник Народноослободилачке борбе и народни херој Југославије. (прем. 1983)[7]
- 1914 — Јакоб Бакема, холандски архитекта. (прем. 1981)[8]
- 1914 — Бранко Мајер, југословенски и хрватски редитељ, сценариста и глумац. (прем. 1989)[9]
- 1915 — Милица Павловић Дара, учесница Народноослободилачке борбе и народни херој Југославије. (прем. 1944)[10]
- 1918 — Анте Јонић, учесник Народноослободилачке борбе и народни херој Југославије. (прем. 1942)[11]
- 1921 — Миодраг Чајетинац Чајка, учесник Народноослободилачке борбе и народни херој Југославије. (прем. 1943)
- 1922 — Сид Шарис, америчка плесачица и глумица. (прем. 2008)[12]
- 1925 — Славко Станчир, учесник Народноослободилачке борбе и народни херој Југославије. (прем. 1944)
- 1926 — Мара Јанковић, српска певачица. (прем. 2009)
- 1930 — Загорка Голубовић, српска антрополошкиња и социолошкиња. (прем. 2019)[13]
- 1931 — Владимир Булатовић Виб, српски књижевник и новинар. (прем. 1994)[14]
- 1936 — Нилс Нилсон, шведски хокејаш на леду. (прем. 2017)[15]
- 1938 — Милан Галић, југословенски и српски фудбалер. (прем. 2014)[16]
- 1943 — Лин Редгрејв, енглеско-америчка глумица. (прем. 2010)[17]
- 1947 — Драгутин Алексић, српски вајар. (прем. 2011)[18]
- 1949 — Теофило Кубиљас, перуански фудбалер.[19]
- 1950 — Сеид Мемић Вајта, босанскохерцеговачки музичар и забављач, најпознатији као певач групе Тешка индустрија.[20]
- 1954 — Мари-Терез Надиг, швајцарска алпска скијашица.[21]
- 1957 — Клајв Бер, енглески музичар, најпознатији као бубњар групе Iron Maiden. (прем. 2013)[22]
- 1957 — Синтија Ротрок, америчка глумица и мајстор борилачких вештина.[23]
- 1958 — Гари Њуман, енглески музичар и музички продуцент.[24]
- 1959 — Ејдан Квин, амерички глумац.
- 1971 — Миодраг Рајковић, српски кошаркашки тренер.[25]
- 1972 — Георгиос Георгијадис, грчки фудбалер и фудбалски тренер.[26]
- 1972 — Андреј Мељниченко, руски индустријалац и милијардер.[27]
- 1973 — Гру, српски хип-хоп музичар и ди-џеј. (прем. 2019)[28]
- 1976 — Данијела Јорданова, бугарска атлетичарка.[29]
- 1976 — Фреди Принц Џуниор, амерички глумац.[30]
- 1976 — Александар Смиљанић, српски кошаркаш.[31]
- 1976 — Сергеј Ћетковић, црногорски певач.[32]
- 1977 — Џејмс ван дер Бик, амерички глумац.[33]
- 1979 — Џесика Џејмс, америчка порнографска глумица. (прем. 2019)[34]
- 1981 — Тимо Бол, немачки стонотенисер.[35]
- 1984 — Саша Вујачић, словеначки кошаркаш.[36]
- 1984 — Виктор Сада, шпански кошаркаш.[37]
- 1986 — Теодора Ристовски, српска глумица.[38]
- 1987 — Сара Ренар, хрватска музичарка.[39]
- 1989 — Радосав Петровић, српски фудбалер.[40]
- 1990 — Петра Квитова, чешка тенисерка.[41]
- 1990 — Ивон Андерсон, српска кошаркашица.[42]
- 1993 — Алесија Трост, италијанска атлетичарка.[43]
- 1995 — Марко Гудурић, српски кошаркаш.[44]
- 1997 — Тијана Бошковић, српска одбојкашица.[45]
- 2007 — Страхиња Стојковић, српски фудбалер.

## Смрти
- 1706 — Јохан Пахелбел, немачки музичар. (рођ. 1653)[46]
- 1869 — Хектор Берлиоз, немачки музичар. (рођ. 1803)[47]
- 1888 — Јосиф Панчић, српски ботаничар и природњак. (рођ. 1814)[48]
- 1889 — Јохан Ериксон, шведски бродски инжењер и проналазач.  (рођ. 1803)[49]
- 1917 — Фердинанд фон Цепелин, немачки инжењер. (рођ. 1838)[50]
- 1942 — Хосе Раул Капабланка, кубански велемајстор. (рођ. 1888)[51]
- 2001 — Дам Нинет де Валоа, балерина и оснивач Британског краљевског балета. (рођ. 1899)
- 2016 — Џорџ Мартин, енглески продуцент и музичар, „Пети битлс“. (рођ. 1926)[52]

## Празници и дани сећања
- Међународни празници
  - Међународни дан жена
  - Међународна година жена
- Српска православна црква слави:
  - Светог Поликарпа - епископа смирнског
  - Преподобног Дамјана